# Ripač
Ripač är en ort i Bosnien och Hercegovina.   Den ligger i entiteten Federationen Bosnien och Hercegovina, i den västra delen av landet, 210 km nordväst om huvudstaden Sarajevo. Ripač ligger 234 meter över havet och antalet invånare är 1 391.
Terrängen runt Ripač är varierad. Ripač ligger nere i en dal. Närmaste större samhälle är Bihać, 8,7 km nordväst om Ripač. 
I omgivningarna runt Ripač växer i huvudsak lövfällande lövskog. Runt Ripač är det ganska tätbefolkat, med 93 invånare per kvadratkilometer.